# Gao Zhisheng
Gao Zhisheng (chiń. 高智晟; pinyin Gāo Zhìshèng; ur. 20 kwietnia 1964) – dysydent, prawnik i działacz praw człowieka w Chińskiej Republice Ludowej. 
Gao Zhisheng urodził się w prowincji Shanxi w ubogiej wielodzietnej rodzinie. W młodości wstąpił do armii i Komunistycznej Partii Chin. W trakcie służby ukończył szkołę średnią. W 1995 zdał egzaminy adwokackie, stając się z czasem jednym z bardziej znanych prawników. W 2001 znalazł się na opublikowanej przez władze liście 10 najlepszych prawników. Z czasem zmienił jednak charakter swojej pracy i rozpoczął działalność w ruchu obrony praw człowieka, bezpłatnie prowadząc sprawy ofiar nieudanych zabiegów medycznych, prześladowanych dziennikarzy, ofiar skorumpowanych urzędników, członków ruchu Falun Gong, przesiedlonych mieszkańców terenów olimpijskich, poszkodowanych robotników itd. W 2005 roku wystąpił z Komunistycznej Partii Chin i wystosował list otwarty do przewodniczącego ChRL Hu Jintao i premiera Wen Jiabao, w którym opowiadał się za zakończeniem prześladowań członków Falun Gong. W tym samym roku władze zakazały mu prowadzenia praktyki adwokackiej. Formalnym powodem jej zamknięcia było niepoinformowanie o zmianie adresu zamieszkania. W 2006 został skazany na karę pozbawienia wolności w zawieszeniu za „wszczynanie działalności wywrotowej”. W tym czasie Gao i jego rodzina stali się obiektem ciągłej obserwacji władz. 
We wrześniu 2007 został aresztowany. W późniejszych relacjach opisywał, jak w trakcie zatrzymania był torturowany; bity elektrycznymi pałkami, przypalany papierosami i poddawany presji psychologicznej przez ponad 50 dni. W lutym 2009 zniknął z oczu opinii publicznej, a jego los i miejsce pobytu stały się nieznane. Miesiąc później jego rodzina, żona i dwójka dzieci, uciekły z Chin i wyjechały do Stanów Zjednoczonych, skąd kontynuowali wysiłki na rzecz jego odnalezienia. Obrońcy praw człowieka i rodzina przypuszczali, że został on ponownie zatrzymany przez władze. Międzynarodowe organizacje broniące praw człowieka, a także Stany Zjednoczone i Unia Europejska wezwały Chiny do wszczęcia dochodzenia w sprawie jego zniknięcia. Gao ukazał się opinii publicznej w marcu 2010, kiedy udzielił wywiadu zachodnim mediom, przemawiając z pobliża górskich okolic Wutai Shan w prowincji Shanxi. Stwierdził wówczas, że pragnie żyć w ciszy przez pewien czas. Na początku kwietnia 2010 pojawił się w Pekinie i ogłosił porzucenie swojej działalności społecznej, wyrażając pragnienie spotkania z rodziną. Pod koniec kwietnia 2010 los Gao ponownie stał się nieznany, a jego rodzina stwierdziła, że nie ma od niego żadnych wieści. 16 grudnia 2011 państwowa agencja Xinhua podała informację, iż pekiński sąd odrzucił apelację Gao i skazał go na 3 lata więzienia za podżeganie do obalenia władzy państwowej. Na początku stycznia 2012 roku brat dysydenta otrzymał informację od władz, że Gao odbywa zasądzoną karę w więzieniu w powiecie Xayar w regionie autonomicznym Xinjiang. Na początku sierpnia 2014 roku został zwolniony z więzienia.
Gao Zhisheng jest autorem wydanej jesienią 2007 roku w USA książki Chiny bardziej sprawiedliwe. W 2007 roku otrzymał Nagrodę im. Brunona Kreiskiego. W 2008 roku był nominowany do Pokojowej Nagrody Nobla.